# Хмелеграб
Хмелегра́б (лат. Ostrya, от др.-греч. ὀστρύα, предп. «хмелеграб») — небольшой род листопадных деревьев семейства Берёзовые (Betulaceae).
Древесина очень твёрдая и тяжёлая. Хмелеграб также называют железным деревом наравне с рядом других растений.

## Распространение и экология
Ареал рода включает южную Европу, юго-восточную Азию и восточную Азию, Северную Америку и центральную Америку. На территории России хмелеграбы встречаются на Черноморском побережье Кавказа и Северном Кавказе.
Ископаемые остатки хмелеграбов на территории Украины и сопредельных стран обнаружены:
- Ostrya kieviensis Schmalh. — в нижнеолигоценовых отложениях в среднем течении Днепра (Екатеринополье).
- Ostrya palaeocarpinoides Bogaczev. — в среднемиоценовых отложениях Закавказья (Нахичевань).

## Ботаническое описание
Листопадные деревья высотой 10—25 м, с шатровидной кроной. Кора на стволах бурая, с глубокими продольными трещинами.
Листорасположение очерёдное. Почки сидячие, яйцевидно-заострённые, с многочисленными спирально расположенными чешуями. Листья яйцевидные, на коротких черешках, с совершенно перистым жилкованием, по краю неравно или дважды зубчатые, с рано опадающими прилистниками.
Однодомные ветроопыляемые растения. Тычиночные серёжки цилиндрические, черешчато-чешуйчатые, без околоцветников; тычинки в числе 6—14, сидят в основании прицветных чешуек, нити раздвоенные, пыльники желтые, вверху волосистые. Пестичные цветки в коротких, шишковидных, густых, прямостоячих серёжках или колосьях, по два в пазухах рано опадающих покровных прицветников, расположены на концах олиственных побегов текущего года. Каждый цветок заключен в перепончатую, кувшинеобразную обёртку перед цветением открытую, затем, после оплодотворения, закрывающуюся. Завязь двугнездная, с двумя семяпочками в каждом гнезде; столбик короткий с двумя нитевидными красными рыльцами .
Плод — гладкий или ребристый, одногнездный, односемянный орешек, заключённый в разросшуюся, плёнчатую, замкнутую, плодовую обёртку (плюску), которые образуют шишку, свисающую на тонкой волосистой ножке, напоминающую шишку хмеля. Семена без эндосперма. Всходы с мясистыми надземными семядолями.

## Классификация

### Таксономия
Род Хмелеграб входит в подсемейство Лещиновые (Coryloideae) семейства Берёзовые (Betulaceae) порядка Букоцветные (Fagales).
|  |                                      |  |                                                             |                                                             |                     |  | ещё 7 семейств (согласно Системе APG II) | ещё 7 семейств (согласно Системе APG II)                   |                                                            |  |         |  | ещё 3 рода | ещё 3 рода |  |
|  |                                      |  |                                                             |                                                             |                     |  | ещё 7 семейств (согласно Системе APG II) | ещё 7 семейств (согласно Системе APG II)                   |                                                            |  |         |  | ещё 3 рода | ещё 3 рода |  |
|  |                                      |  |                                                             | порядок Букоцветные                                         |                     |  |                                          |                                                            | подсемейство Лещиновые                                     |  |         |  |            |            |  |
|  |                                      |  |                                                             | порядок Букоцветные                                         |                     |  |                                          |                                                            | подсемейство Лещиновые                                     |  | 9 видов |  |            |            |  |
|  | отдел Цветковые, или Покрытосеменные |  |                                                             |                                                             | семейство Берёзовые |  |                                          |                                                            | род Хмелеграб                                              |  |         |  |            |            |  |
|  | отдел Цветковые, или Покрытосеменные |  |                                                             |                                                             |                     |  |                                          |                                                            |                                                            |  |         |  |            |            |  |
|  |                                      |  | ещё 44 порядка цветковых растений (согласно Системе APG II) | ещё 44 порядка цветковых растений (согласно Системе APG II) |                     |  |                                          | ещё одно подсемейство, Берёзовые (согласно Системе APG II) | ещё одно подсемейство, Берёзовые (согласно Системе APG II) |  |         |  |            |            |  |
|  |                                      |  |                                                             | ещё 44 порядка цветковых растений (согласно Системе APG II) |                     |  |                                          |                                                            | ещё одно подсемейство, Берёзовые (согласно Системе APG II) |  |         |  |            |            |  |

### Виды
Согласно данным Королевских ботанических садов Кью род насчитывает 9 видов:
- Ostrya carpinifolia Scop. typus[1] — Хмелеграб обыкновенный
- Ostrya chisosensis Correll
- Ostrya japonica Sarg. — Хмелеграб японский
- Ostrya knowltonii Sarg. — Хмелеграб Нольтона
- Ostrya multinervis Rehder
- Ostrya rehderiana Chun
- Ostrya trichocarpa D.Fang & Y.S.Wang
- Ostrya virginiana (Mill.) K.Koch — Хмелеграб виргинский, или Хмелеграб американский
- Ostrya yunnanensis W.K.Hu

## Применение
Твердая и стойкая древесина хмелеграба исторически использовалась для изготовления подошв рубанков.